# Chiesa di Santa Maria Assunta (Inzago)
La chiesa di Santa Maria Assunta è la parrocchiale di Inzago, in città metropolitana ed arcidiocesi di Milano; fa parte del decanato di Melzo.

## Storia

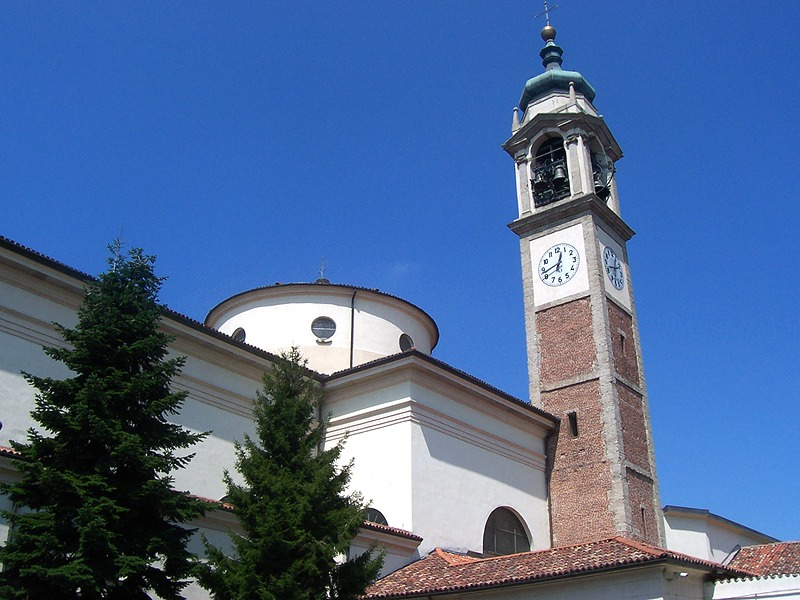
Il campanile

La primitiva cappella di Inzago sorse nel 1148, fondata dai frati dell'ordine di Sant'Ambrogio di Milano; nel Liber Notitiae Sanctorum Mediolani, scritto da Goffredo da Bussero sul finire del XIII secolo, si legge che la chiesa era filiale della pieve dei Santi Gervasio e Protasio di Gorgonzola.
Grazie al Liber Seminarii del 1564 si conosce che la chiesa era sede d'una rettoria, sempre dipendente dalla pieve gorgonzolese; alcuni anni dopo, nel 1576 l'arcivescovo san Carlo Borromeo, compiendo la sua visita pastorale, esortò i fedeli a restaurare l'edificio.
Dalla Nota parrocchie Stato di Milano, redatta nel 1781, s'apprende che i fedeli ammontavano nel 1780 a 1 782 abitanti e che il reddito della parrocchia era di circa 2128 lire.
All'inizio del XIX secolo venne costruita la nuova parrocchiale, disegnata da Gerolamo Arganini, che ruotò di 90 gradi la pianta originale; la consacrazione fu poi impartita dall'arcivescovo di Milano Carlo Gaetano II di Gaisruck.
Nella relazione della visita pastorale del 1897 dell'arcivescovo Andrea Carlo Ferrari si legge che il numero dei fedeli era pari a 5290, che il reddito era di circa 734 lire e che la parrocchiale, in cui aveva sede la confraternita del Santissimo Sacramento, aveva alle sue dipendenze le chiese di San Rocco, della Madonna del Pilastrello e di San Luigi e gli oratori della Madonna delle Grazie e della Vergine Addolorata.
Il 12 gennaio 1918 il già citato arcivescovo Ferrari stabilì che la chiesa inzaghese diventasse sede dell'omonimo vicariato, nel quale confluirono, oltre alla capo-pieve, anche le parrocchie di Pozzuolo Martesana, Trecella, Groppello e Masate, a cui s'aggiunse il 15 ottobre dell'anno successivo pure quella di Bettola d'Adda; nel 1927 la chiesa venne poi restaurata ad opera di Mario Albertella.
Nel 1972, in seguito alla riorganizzazione territoriale dell'arcidiocesi, il vicariato d'Inzago fu soppresso e le parrocchie che erano in esso comprese entrarono a far parte del decanato di Melzo.

## Descrizione

### Facciata
La facciata della chiesa è tripartita da quattro lesene d'ordine ionico, sorreggenti il timpano di forma triangolare dotato di dentellatura, e presenta sopra il portale maggiore un arco cieco.

### Interni
L'interno della chiesa è composta da un'unica navata e dal transetto; il punto in cui i due bracci si intersecano è coperto da una cupola, racchiusa all'esterno da un tiburio di forma circolare.
L'opera di maggior pregio qui conservata è la copia della Sindone fatta realizzare da Carlo Borromeo, passata poi alla famiglia Vitali e infine donata alla parrocchia di Inzago nel 1869.